# Musicmagic
Musicmagic – siódmy i ostatni album studyjny amerykańskiej grupy jazzfusionowej Return to Forever, wydany w 1977 roku przez Columbia Records.

## Lista utworów
Opracowano na podstawie materiału źródłowego.
Wydanie LP:
Strona A
| Nr | Tytuł utworu   | Słowa                    | Muzyka         | Długość |
| -- | -------------- | ------------------------ | -------------- | ------- |
| 1. | „The Musician” | Chick Corea              | Chick Corea    | 7:12    |
| 2. | „Hello Again”  | Stanley Clarke           | Stanley Clarke | 3:49    |
| 3. | „Musicmagic”   | Chick Corea, Gayle Moran | Chick Corea    | 11:00   |
|    |                |                          |                | 22:01   |

Strona B
| Nr | Tytuł utworu           | Słowa          | Muzyka         | Długość |
| -- | ---------------------- | -------------- | -------------- | ------- |
| 1. | „So Long Mickey Mouse” | Stanley Clarke | Stanley Clarke | 6:09    |
| 2. | „Do You Ever”          | Gayle Moran    | Gayle Moran    | 3:59    |
| 3. | „The Endless Night”    | Gayle Moran    | Chick Corea    | 9:41    |
|    |                        |                |                | 19:49   |

## Twórcy
Opracowano na podstawie materiału źródłowego.
Muzycy:
- Chick Corea – instrumenty klawiszowe
- Stanley Clarke – gitara basowa, kontrabas, śpiew
- Joe Farrell – flet, saksofon sopranowy, saksofon tenorowy, piccolo
- Gayle Moran – śpiew, fortepian, organy Hammonda, polymoog
- Gerry Brown – perkusja
- John Thomas – trąbka prowadząca, skrzydłówka
- James Tinsley – trąbka, trąbka piccolo
- James Pugh – puzon tenorowy
- Harold Garrett – puzony, róg barytonowy

Produkcja:
- Chick Corea – produkcja muzyczna
- Bernie Kirsh – inżynieria dźwięku